# Cu rốc lớn
Cu rốc lớn hay thầy chùa lớn (danh pháp hai phần: Megalaima virens) là một loài chim trong họ Megalaimidae.

## Phân bố
Loài chim này có khu vực phân bố từ tây bắc Ấn Độ tới đông nam Trung Quốc và bắc Việt Nam.

## Các phân loài
- M. v. marshallorum Swinhoe, 1870: đông bắc Pakistan tới tây Nepal.
- M. v. magnifica Baker ECS, 1926: đông Nepal tới tây bắc Myanma và trung nam Trung Quốc.
- M. v. mayri Ripley, 1948: đông bắc Assam (đông bắc Ấn Độ).
- M. v. clamator Mayr, 1941: đông bắc Myanma và trung nam Trung Quốc.
- M. v. virens (Boddaert, 1783): trung và đông Myanma, bắc Thái Lan, bắc Lào và đông nam Trung Quốc.
- M. v. indochinensis Rand, 1953: bắc Việt Nam.

## Hình ảnh

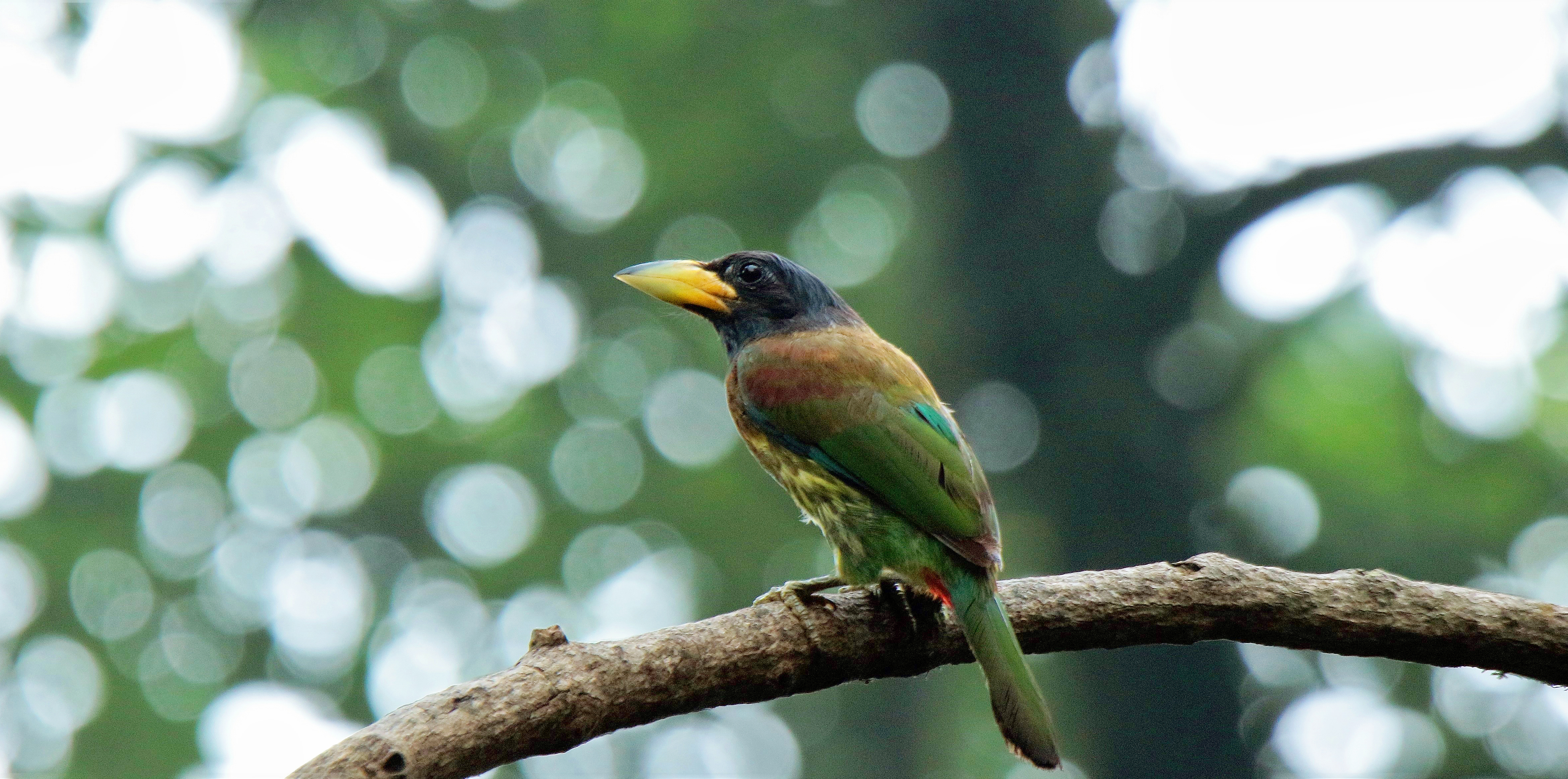
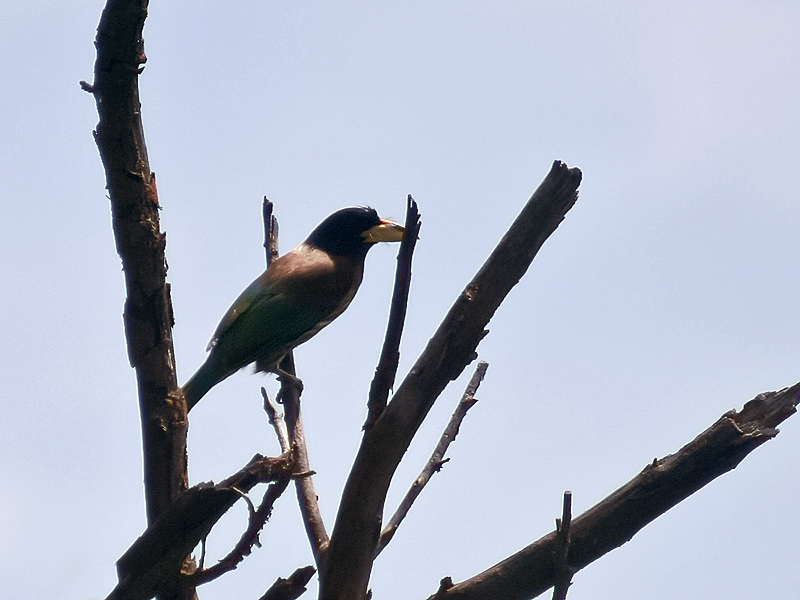
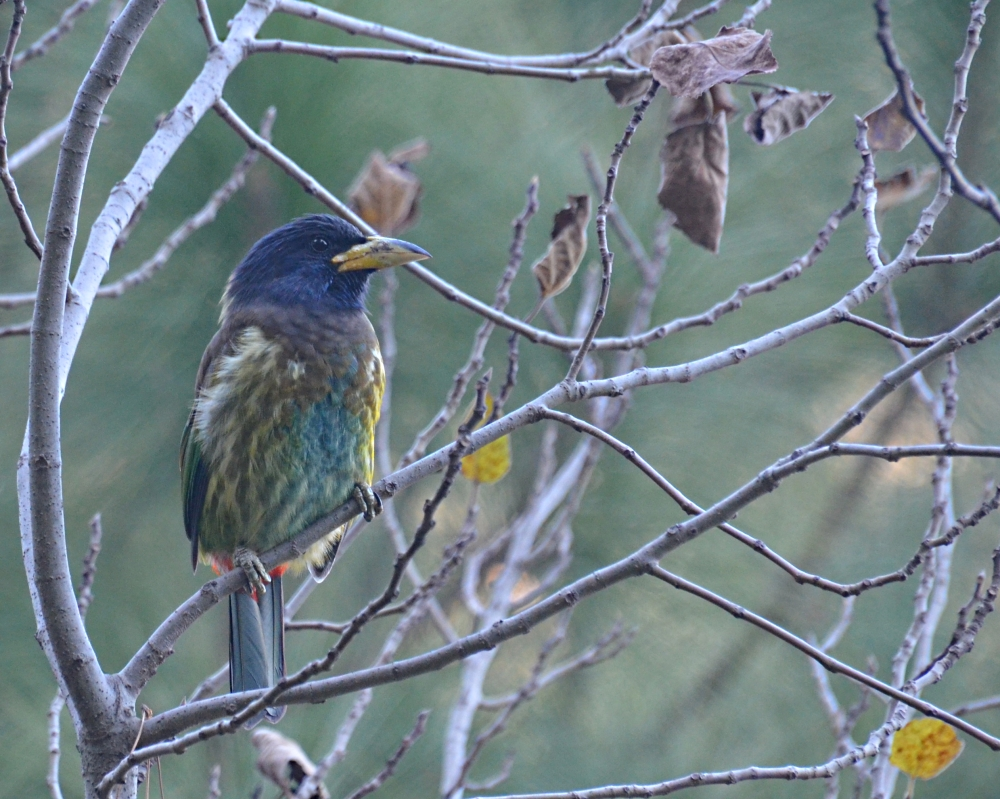
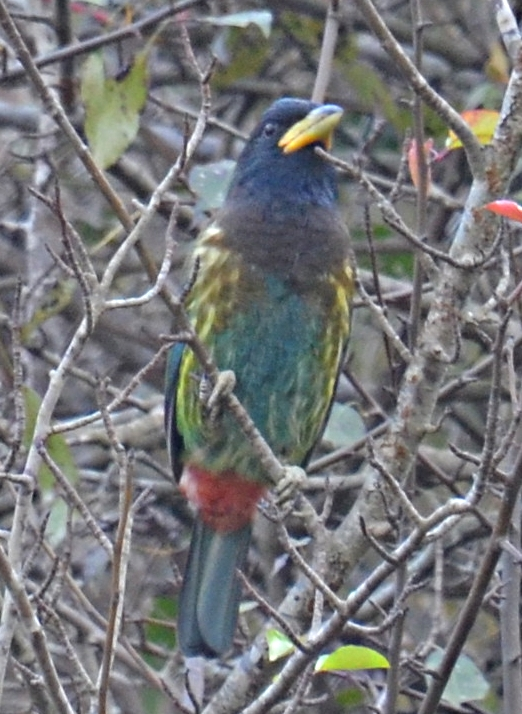